# Камденська лавка

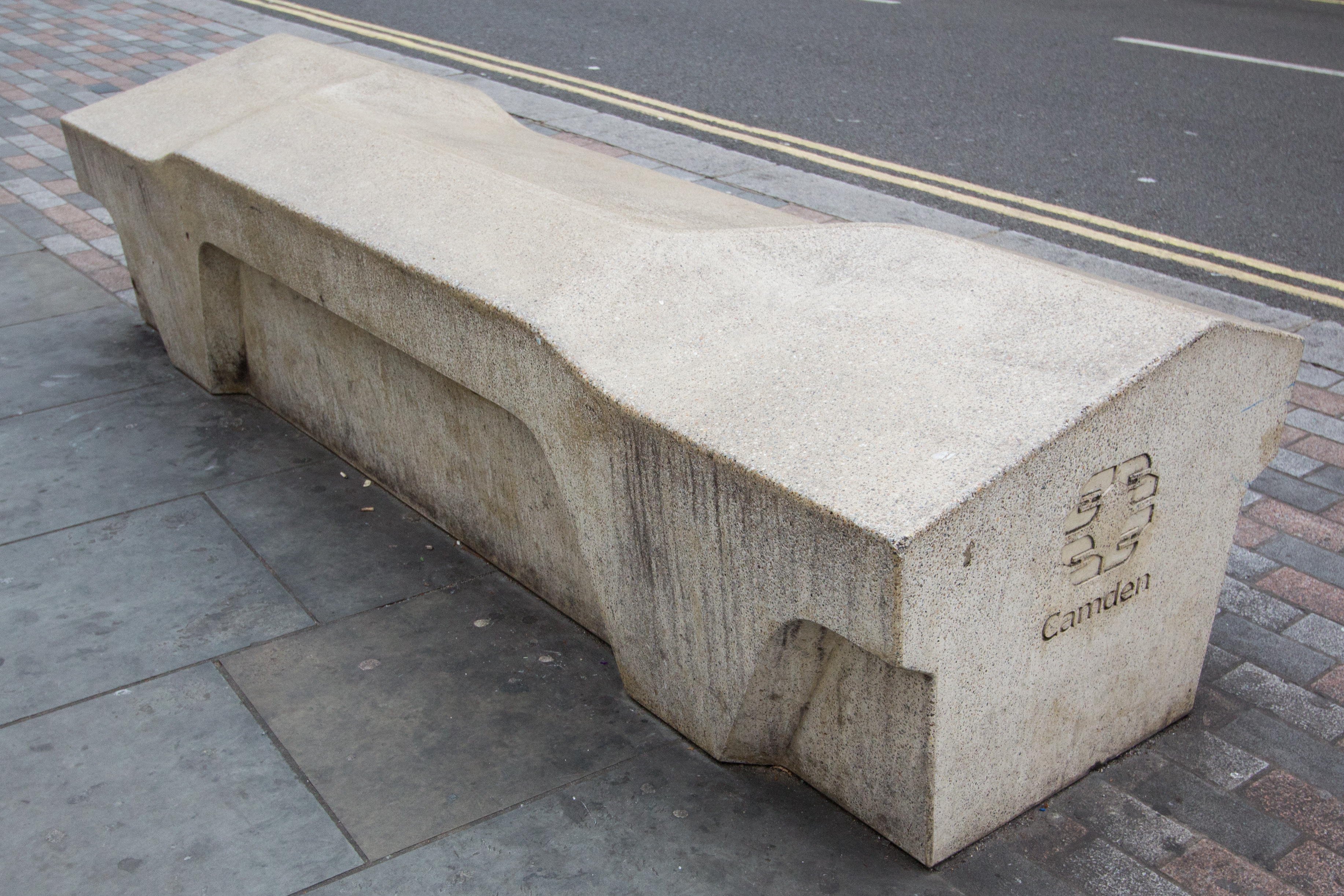
Камденська лавка біля Freemasons Hall у Лондоні

Камденська лавка (англ. Camden bench) — бетонна лавка, виконана в стилі «ворожого» дизайну. Отримала свою назву на честь одного з районів Лондона, де була вперше встановлена у 2012 році.
Зроблена з особливого матеріалу, на який неможливо наклеїти плакати чи написати графіті, і має ребристу поверхню, на якій важко утриматись лежачи. Її творці навіть стверджують, що вона не дозволяє смітити і відлякує наркоторговців, бо в ній немає де сховати речі.

## Технічні характеристики
- Розміри: 2700х550х650 мм;
- Маса: 1765 кг.